# Бюрси (Кальвадос)
Бюрси́ (фр. Burcy) — коммуна во Франции, находится в регионе Нижняя Нормандия. Департамент коммуны — Кальвадос. Входит в состав кантона Васси. Округ коммуны — Вир.
Код INSEE коммуны — 14113.

## Население
Население коммуны на 2010 год составляло 372 человека.
| 1962 | 1968 | 1975 | 1982 | 1990 | 1999 | 2010 |
| ---- | ---- | ---- | ---- | ---- | ---- | ---- |
| 380  | 343  | 334  | 351  | 355  | 346  | 372  |

## Экономика
В 2010 году среди 233 человек трудоспособного возраста (15—64 лет) 195 были экономически активными, 38 — неактивными (показатель активности — 83,7 %, в 1999 году было 76,4 %). Из 195 активных жителей работали 181 человек (97 мужчин и 84 женщины), безработных было 14 (5 мужчин и 9 женщин). Среди 38 неактивных 14 человек были учениками или студентами, 20 — пенсионерами, 4 были неактивными по другим причинам.